# Delgamma sanctae
Delgamma sanctae là một loài bướm đêm trong họ Erebidae.